# Râul Debren
Râul Debren este un curs de apă, afluent al râului Olt, în  localitatea Sfântu Gheorghe. Acesta își are izvoarele în Munții Baraolt.

## Hărți
- Harta județul Covasna
- Harta Munții Bodoc-Baraolt  Arhivat în 29 ianuarie 2014, la Wayback Machine.